# Ari Abramowitsch Sternfeld

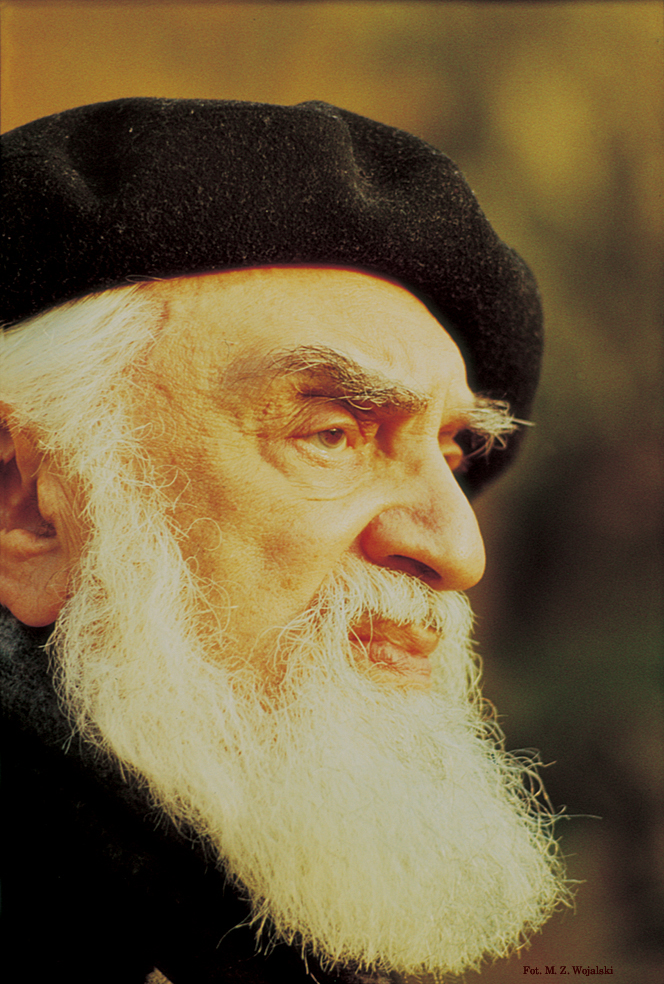
Ari Abramowitsch Sternfeld (1976)

Ari Abramowitsch Sternfeld (russisch Ари Абрамович Штернфельд; * 14. Mai 1905 in Sieradz; † 5. Juli 1980 in Moskau) war ein polnisch-sowjetischer Raumfahrtpionier.

## Leben
Sternfeld stammte aus einer Kaufmannsfamilie. Entsprechend dem Familienstammbuch, das im Ghetto Litzmannstadt verloren ging, war Moses Maimonides einer der Vorfahren. Sternfeld hatte drei Schwestern und fiel schon früh durch seine Begabung auf. Zu Beginn des Ersten Weltkriegs zog die Familie nach Łódź. Sternfeld besuchte dort das jüdische geisteswissenschaftliche Gymnasium, das Abschlüsse in Judaistik und Allgemeinwissenschaft anbot. Er entwickelte erste Ideen zur Raumfahrt und beschäftigte sich mit den Möglichkeiten für einen Flug mit einer Rakete zum Mond. Für die Bestimmung der Entfernung zur Sonne dachte er an ein empfindliches Thermometer. Als Siebzehnjähriger las er Albert Einsteins 1921 auf Deutsch erschienenes Buch über die spezielle und allgemeine Relativitätstheorie. Er schrieb dann einen Brief an Einstein, der ihn handschriftlich beantwortete.
1923 begann Sternfeld das Studium an der Krakauer Jagiellonen-Universität in der Philosophischen Fakultät. Da er nicht nur die Naturwissenschaften, sondern auch die technischen Wissenschaften studieren wollte, ging er im Herbst 1924 nach Frankreich. Zunächst arbeitete er einige Monate in den Pariser Markthallen und im Renault-Werk für seinen Lebensunterhalt und zur Unterstützung seiner verarmten Familie. Er studierte dann in Vandœuvre-lès-Nancy an der École nationale supérieure d’électricité et de mécanique de Nancy der Universität Nancy. Er arbeitete frühmorgens als Gaszähler-Kontrolleur und in den Sommerferien in dem Automobil-Unternehmen Omer Samyn in Neuilly-sur-Seine, das ihn nach einem Jahr als Konstrukteur einstellen wollte. Neben den Studien berechnete er weiter Raketenflugbahnen, so dass seine Kommilitonen für einen unverbesserlichen Phantasten hielten. Nach vier Jahren schloss er das Studium als Maschinenbauingenieur ab (Zweitbester von 30 Absolventen).
Nach dem Studium lebte Sternfeld in Paris im Quartier Latin als Konstrukteur und Berater verschiedener Industrieunternehmen. Er entwickelte originelle Geräte, die teilweise patentiert wurden. Studenten und junge Ingenieure liehen sich Geld von ihm, das sie nicht immer zurückzahlten. 1928 wurde er Doktorand der Universität von Paris und begann seine Dissertation über Raumfahrtflüge, die nirgendwo Forschungsgegenstand waren. Er verbrachte viel Zeit in der Bibliothèque nationale de France. Für seine Berechnungen benutzte er elektrische Zählmaschinen und Arithmometer in Einrichtungen, in denen er nebenbei arbeitete. Dazu hielt er Vorträge und veröffentlichte Zeitschriftenartikel über die Möglichkeiten der Raumfahrt.
1929 erfuhr Sternfeld aus der deutschen Zeitschrift Die Rakete von Konstantin Ziolkowskis Arbeiten. Am 11. Juni 1930 schrieb er an Ziokowski und bat um einige seiner Arbeiten. Am 19. August 1930 erschien in der Zeitung L’Humanité Sternfelds Artikel über Ziolkowski mit einem Foto, das dieser ihm dazu geschickt hatte. Sternfeld lernte nun Russisch, um Ziolkowskis Arbeiten lesen zu können. Zuerst studierte Sternfeld Ziolkowskis 1926 in Kaluga erschienenes Buch Erforschung des Weltraums mittels Reaktionsapparaten, das in Paris nicht verfügbar war. Im Sommer 1931 lehnten Sternfelds wissenschaftliche Betreuer die Verantwortung für Sternfelds realitätsferne Forschungsarbeit ab und boten ihm bei Änderung seines Themas sogar ein höheres Stipendium an. Sternfeld lehnte ab und machte auf eigenes Risiko weiter. Einige der Bücher Ziolkowskis übergab Sternfeld der Bibliothèque nationale de France.
Sternfelds Unterstützerin und Assistentin in dieser Zeit war Sternfelds künftige Frau Gustawa (Gitl) Ehrlich gewesen, die 1924 aus Łódź nach Paris gekommen war und Sekretärin der polnischen Abteilung der Parti communiste français wurde. Sie beteiligte sich an der Esperanto-Bewegung und erreichte zwei Studienabschlüsse an der Universität von Paris, für Erziehung entwicklungsgehemmter Kinder und Französisch als Fremdsprache. Sie führte Sternfelds Korrespondenz in Französisch, Russisch, Polnisch, Deutsch und Jiddisch. Sie starb 1962 in Moskau.

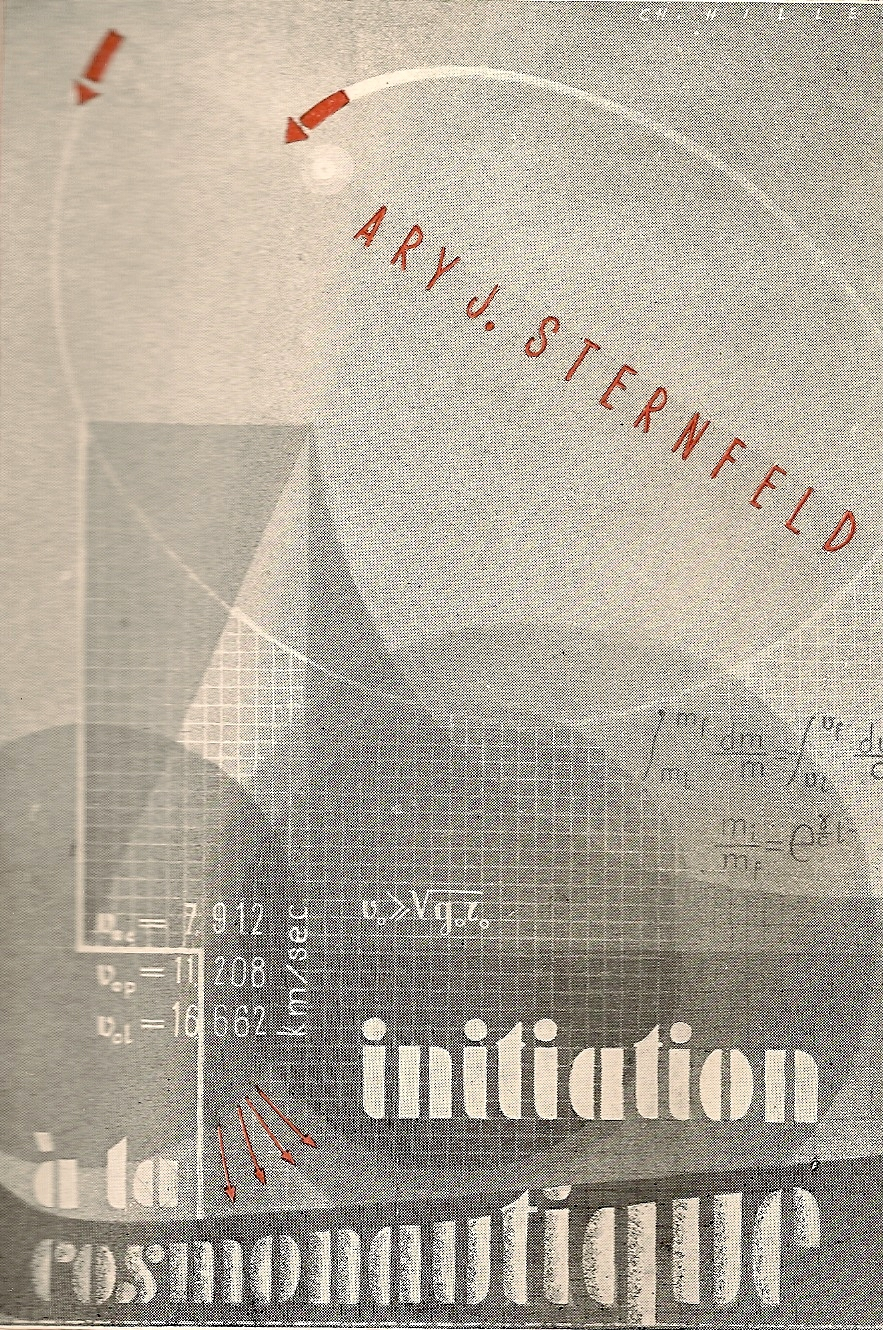
Initiation à la Cosmonautique (Buchdeckel von Karol Hiller)

Im August 1932 kehrte Sternfeld zu seinen Eltern in Łódź zurück, um sich auf die Fertigstellung seiner Dissertation konzentrieren zu können. Er lebte in sehr beengten Verhältnissen. Mit Mühen verschaffte er sich in Łódź eine siebenstellige Logarithmentafel, und an Wochenenden lieh ihm ein befreundeter Buchhalter ein Arithmometer. Nach eineinhalb Jahren war die Monografie Initiation à la Cosmonautique abgeschlossen. Die 490 Seiten hatte seine Schwester Franka Sternfeld getippt, die später im Konzentrationslager starb. In dieser Monografie behandelte Sternfeld die Gesamtheit der Probleme der Raumfahrt von der Struktur des Sonnensystems bis zu den relativistischen Effekten. Er prägte den Begriff der Fluchtgeschwindigkeit. Als Erster beschrieb er den Bi-elliptischen Transfer. Die berechneten optimierten Trajektorien zeichneten sich durch minimierten Treibstoffbedarf aus und wurden als Sternfeld-Trajektorien bekannt. Sternfelds Bericht in der Universität Warschau am 6. Dezember 1933 wurde nur kühl aufgenommen, und für seine Monografie fand er keinen Verleger in Polen.
Sternfeld kehrte nach Paris zurück und nahm an den Wissenschaftsdonnerstagen in Jean-Baptiste Perrins Laboratorium teil, wo sich junge Wissenschaftler und auch Frédéric und Irène Joliot-Curie beim Tee trafen. Am 22. Januar und am 12. Februar 1934 stellte an der Académie des sciences der Direktor des Pariser Observatoriums Ernest Esclangon Sternfelds Trajektorienberechnungen vor. Am 2. Mai 1934 hielt Sternfeld einen Vortrag an der Universität von Paris, für den er viel positiven Zuspruch auch von Hermann Oberth und Walter Hohmann erhielt. Am 6. Juni 1934 erhielt Sternfeld den von dem Luftfahrtpionier Robert Esnault-Pelterie und dem französischen Industriellen A. Hirsch gestifteten internationalen Raumfahrt-Preis. Als Sternfeld Ziolkowski den Erhalt des Preises mitteilte, beglückwünschte dieser ihn und teilte ihm den Vorbeiflug eines Boliden mit.
Sternfelds Arbeiten wurden nun anerkannt, und er erhielt attraktive Forschungsangebote. Da Sternfeld und seine Frau sich für Sozialismus, Internationalismus und den Aufbau einer gerechten Gesellschaft begeisterten, entschieden sie sich, in die Sowjetunion zu gehen. Bereits 1932 war Sternfeld auf Einladung des Volkskommissars für Schwermaschinenbau nach Moskau gekommen, um sein Androiden-Projekt durchzuführen. Der Android sollte für schwere gefährliche Arbeiten am Boden und im Weltraum eingesetzt werden. 1934 übergab Sternfeld das maschinengeschriebene Manuskript seiner Monografie Initiation à la Cosmonautique der Handelsvertretung der UdSSR in Paris. 1935 kamen Sternfeld und seine Frau nur mit dem Nötigsten in die UdSSR, um sich dort auf Dauer niederzulassen. Sein persönliches und wissenschaftliches Archiv hatte er bei seinen Eltern in Łódź gelassen. Seine Eltern und die große Familie seiner Frau kamen in deutschen Konzentrationslagern ums Leben, und Sternfelds Archiv ging verloren.
Anfang Juli 1935 wurde Sternfeld Oberingenieur im 1933 gegründeten Moskauer Raketen-Forschungsinstitut (RNII). Ein weiterer Oberingenieur war Sergei Pawlowitsch Koroljow, der dann Raumfahrttechnik-Chefkonstrukteur wurde. In Koroljows Abteilung arbeitete Sternfeld mit Walentin Gluschko, Michail Tichonrawow und Juri Pobedonoszew zusammen. 1936 erhielt Sternfeld die sowjetische Staatsbürgerschaft. Der RNII-Chefingenieur Georgi Langemak übersetzte Sternfelds Initiation à la Cosmonautique ins Russische, die dann 1937 in Moskau erschien (Neuauflage 1974).
Viele RNII-Mitarbeiter wurden Opfer des Großen Terrors. Der Direktor Iwan Kleimjonow und der Chefingenieur Langemak wurden erschossen. Koroljow, Gluschko und viele andere wurden verbannt. Sternfeld wurde im Juli 1937 entlassen und blieb arbeitslos. Vergeblich wandte er sich an den Direktor des Sternberg-Instituts für Astronomie (GAISch) Wassili Fessenkow, an den Präsidenten der Akademie der Wissenschaften der UdSSR (AN-SSSR) Wladimir Komarow, den Direktor des Lebedew-Instituts Sergei Wawilow und andere. Sein Brief an Stalin im Mai 1939 blieb unbeantwortet.
1938 war Sternfelds erste Tochter Maja geboren worden. 1940 kam die zweite Tochter Elvira zur Welt. Nach Beginn des Deutsch-Sowjetischen Kriegs beantragte Sternfeld im Juli 1941 die Einberufung in die Rote Armee, was abgelehnt wurde. Mit Frau und Töchtern wurde er in den Ural evakuiert. In Serow unterrichtete er am Metallurgie-Technikum Physik, Festigkeitslehre, Technisches Zeichnen und Maschinenelementlehre, während seine Frau Deutsch-Unterricht gab.
Im Sommer 1944 bemühte sich Otto Schmidt vergeblich, Sternfeld aus der Evakuierung zurückzuholen. Erst nach Sternfelds Brief an Michail Kalinin konnte Sternfeld im Dezember 1944 mit seiner Familie nach Moskau zurückkehren. Er fand weiter keine Anstellung, so dass er sich mit Vorträgen und populärwissenschaftlichen Veröffentlichungen in Technika – molodjoschi, Ogonjok, Moskowski Komsomolez und anderen Zeitschriften durchschlug. 1954 organisierte er mit anderen die Astronautik-Sektion des Zentralen Tschkalow-Aeroclubs in Moskau. Er leitete das wissenschaftlich-technische Komitee für Raumfahrt-Navigation. Für das WINITI referierte er Aufsätze über Weltraum-Themen.
Ein Jahr vor dem ersten Sputnik erschien Sternfelds Buch über künstliche Erdsatelliten, das Sternfeld weltweit bekannt machte, das 1957–1958 25-mal in 18 Ländern herausgegeben wurde und dessen Übersetzung 1958 in den USA erschien. Ähnlich erfolgreich war Sternfelds nächstes Buch über künstliche Satelliten für interplanetarische Flüge. Da die UdSSR nicht dem Welturheberrechtsabkommen beigetreten war, erhielt Sternfeld kein Geld für die Veröffentlichungen im Ausland. Er lebte weiter in beengten materiellen Verhältnissen und war zutiefst unzufrieden, dass er nicht in den Wissenschaftler-Gruppen zur Entwicklung der Raumfahrt mitarbeiten konnte. Obwohl inzwischen seine wissenschaftliche Arbeit Anerkennung gefunden hatte, blieb Sternfeld ohne Anstellung. Seine damalige Tätigkeit im Forschungsinstitut galt nicht als staatlicher Dienst, so dass er nicht pensionsberechtigt war. Erst der Präsident der AN-SSSR Mstislaw Keldysch löste das Problem und verhalf ihm zu einer Pension.
Sternfeld starb am 5. Juli 1980 in Moskau und wurde auf dem Nowodewitschi-Friedhof begraben. Auf dem Grab steht das von der befreundeten Bildhauerin  Faina Samoilowna Chasan geschaffene Grabdenkmal in Form eines aufgeschlagenen Buches mit Sternfelds Porträt-Relief und seinen Daten auf der linken Seite und einer Sternfeld-Trajektorie und seinem Wahlspruch Per aspera ad astra auf der rechten Seite.
Sternfelds Namen tragen der Mondkrater Sternfeld auf der Rückseite des Mondes, das Planetarium und Astronomische Observatorium in Łódź, das Kosmonautik-Museum in Pytalowo sowie Straßen in Łódź, Sieradz und Kirjat Ekron. Das Sternfeld-Archiv befindet sich größtenteils im Sternfeld-Kabinett des Moskauer Polytechnischen Museums.

## Ehrungen, Preise
- 1934 Förderpreis der Société astronomique de France (siehe Prix international d'astronautique (REP-Hirsch-Preis))
- Ehrenmitglied der Akademie und Wissenschaftsgesellschaft Lothringens und Ehrendoktor der Universität Nancy (1961)
- International Galaber Prize in Astronautics (1962) zusammen mit Juri Gagarin[3]
- Ehrenbürger der Stadt Sieradz (1963)
- Ehrendoktor der AN-SSSR (1965 als 12. in der Geschichte der Akademie)[2]
- Verdienter Wissenschafts- und Technik-Schaffender der RSFSR (1965)[2]
- Ehrendoktor des Institut national polytechnique de Lorraine (1978)